# Red Sebastian
Red Sebastian, pseudonimo di Seppe Guido Yvonne Herreman (Ostenda, 13 maggio 1999), è un cantautore belga.
Ha rappresentato il Belgio all'Eurovision Song Contest 2025 con il brano Strobe Lights.

## Biografia
Nato e cresciuto a Ostenda, ha iniziato a suonare il pianoforte all'età di nove anni, per poi avvicinarsi al canto a dodici anni, frequentando una scuola di musica della sua città. Due anni dopo, nel 2013, ha partecipato alla seconda stagione di Belgium's Got Talent, al quale si era iscritto senza che i suoi genitori ne fossero a conoscenza. Con la canzone Ain't No Other Man di Christina Aguilera, il giovane è riuscito a guadagnarsi un posto in finale, seppur senza vincere.
Dopo aver terminato gli studi superiori, nel 2017 ha continuato la sua formazione musicale presso il Conservatorio reale di Gand, dove ha avuto come insegnanti, tra gli altri, Gustaph e Ibernice MacBean dei Sergio & the Ladies. Nel 2019, il cantante ha iniziato a esibirsi con il nome d'arte Red Sebastian, pubblicando l'album di debutto You nel 2021. Nel 2024 ha partecipato al programma televisivo Sing Again, dove è arrivato alla superfinale esibendosi con il brano The Show Must Go On dei Queen.
Il 14 novembre dello stesso anno è stata annunciata la sua partecipazione a Eurosong 2025, la competizione organizzata dall'emittente fiamminga VRT per selezionare il rappresentante belga all'Eurovision Song Contest 2025. Il suo inedito Strobe Lights è stato presentato il 25 gennaio 2025 durante la seconda puntata preliminare dello spettacolo. Nella finale del 1º febbraio si è esibito come settimo concorrente su otto, ottenendo il primo posto sia nel voto della giuria che in quello del pubblico. Con un totale di 423 punti, si è aggiudicato la vittoria finale, conquistando così il diritto di rappresentare il Belgio sul palco eurovisivo di Basilea. Nel maggio successivo, si è esibito durante la prima semifinale della manifestazione europea, non riuscendo però a qualificarsi per la finale.

## Stile musicale
Nella sua musica, Red Sebastian combina elementi di pop, elettronica e soul, attingendo dalle sonorità di artisti come Christina Aguilera, Whitney Houston e Sam Smith. Il suo stile vocale è distintivo per l'abilità nei registri acuti, ottenuti attraverso il falsetto, mentre le sue esibizioni sono caratterizzate da outfit eccentrici e, per la maggior parte, di colore rosso.

## Discografia

### Album
- 2019 – You

### EP
- 2023 – Bedroom Secrets

### Singoli
- 2021 – Embrace Me
- 2021 – Fading Away
- 2021 – Keep Going Back to You
- 2021 – Some Kinda Way
- 2021 – You
- 2023 – Letting Go
- 2023 – Soft Suede
- 2023 – Appetite
- 2024 – In Your Eyes
- 2025 – Strobe Lights
- 2025 – Slay